# Sistema di base di dati federato
Un sistema di base di dati federato, o federated database system, è un tipo di sistema di gestione di meta-database, che mappa trasparentemente sistemi di basi di dati autonomi multipli in una singola base di dati federata.
Le basi di dati di cui è costituito sono interconnesse attraverso una rete geograficamente decentralizzata. Finché il sistema di basi di dati rimane autonomo, un sistema di basi di dati federato è un'alternativa all'obiettivo di fondere diverse basi di dati. Una base di dati federata o virtuale è composta da tutte le basi di dati da cui è costituito in un sistema di basi di dati federato. Non c'è integrazione di dati effettiva nelle varie basi di dati come risultato della federazione di dati.